# بروتوكول نقل الاتصالات اللاسلكية
بروتوكول نقل الاتصالات اللاسلكية (WCTP) هو الطريقة المستخدمة قديما لإرسال الرسائل إلى الأجهزة اللاسلكية مثل أجهزة الاستدعاء( البيجراو بالنجليزية:pager) على شبكات NPCS ( أجهزة الكمبيوتر الشخصية ذات النطاق الضيق). يستخدم بروتوكول HTTP كطبقة نقل عبر شبكة الويب العالمية و بالتالي هو يستخدم منفذ 80 .
بدأ تطوير WCTP من قبل لجنة معايير المراسلة وتم تقديمه إلى مجتمع الترحيل الإذاعي. عند استلام الاقتراح الأول ، تم إنشاء لجنة فرعية لتحسين البروتوكول وإصداره معيراً للجودة . تم نقل اللجنة الفرعية إلى PTC (Paging Technical Committee) وهي لجنة تطوعية مكونة من ممثلي الصناعة. قبلت PCIA (صناعة الاتصالات الشخصية) الإصدار الكامل الأول واعتمدت البروتوكول كمعيار PCIA. الإصدار الحالي هو WCTP 1.3.
- WCTP 1.3 تحديث 1 المواصفات
- إعدادات WCTP لشركات الجوال